# واهرام بابایان
واهرام اوهانی بابایان (ارمنی: Վահրամ Օհանի Բաբայան؛ زادهٔ ۱ ژانویهٔ ۱۹۴۸) آهنگساز، نوازنده پیانو و نظریه‌پرداز موسیقی اهل ارمنستان است.

## زندگی‌نامه
وی در ۱ ژانویهٔ ۱۹۴۸ در ایروان به دنیا آمد و از کنسرواتوار دولتی کومیتاس ایروان فارغ‌التحصیل شد. بابایان از سال ۱۹۷۲ عضو اتحادیه آهنگسازان اتحاد شوروی بود. در سال ۲۰۰۹ برای «کوارتت زهی لایپزیگ» جایزه واهان تکیان را «اتحادیه فرهنگی تکیان» دریافت نمود. وی همچنین برنده جوایزی همچون  مدال طلای وزارت فرهنگ جمهوری ارمنستان در سال ۲۰۱۱ و چهره هنری شایسته جمهوری ارمنستان در سال ۲۰۱۴ شد.

## آثار

### اپرا
- «غریبه»[الف] (۱۹۷۰)
- «نامه‌های بتهوون»[ب] (۱۹۷۷)
- «هملت»[پ] (۱۹۹۰)
- «لیراملاریم»[ت] (۲۰۰۲)
- «ترانه در باب عشق و زیبایی»[ث] (۲۰۰۳)
- «چهل روز موسی داغ»[ج] (۲۰۰۴)

### باله
- «پیگمالیون»[چ] (۱۹۷۵)
- «پان»[ح] (۱۹۷۷)
- «به سمت نور»[خ] (۱۹۹۵, اجرای افتتاحیه آن در بالتیمور در ایالات متحده در سال ۱۹۹۵ بود)
- «شاهزاده کوچک»[د] (۱۹۹۸)

### اوراتوریو
- «مسیح سخن می‌گوید»[ذ] (۱۹۹۱)
- «از زندگانی مسیح»[ر] (۱۹۹۵)

### سایر آثار
- نه سمفونی: (۱۹۶۴)، (۱۹۶۸)، (۱۹۷۲)، (۱۹۷۷)، (۱۹۸۱)، (۱۹۸۵)، (۱۹۸۸)، (۱۹۹۸) و (۲۰۰۹)
- چهار بالت
- ۲ اوراتوریو
- دو پوئم سمفونیک
- تعدادی کنسرتو (پنج عدد برای پیانو)
- سه سمفونی مجلسی
- یک سمفونی برای سازهای کوبه‌ای
- هفت کوارتت زهی
- یک کوارتت پیانو
- wind quintet
- یک پیانو تریو
- تعدادی سونات برای سازهای مختلف (هفت عدد برای پیانو)
- موسیقی برای کودکان

## یادداشت
1. ↑  The Stranger
2. ↑  Beethoven’s Letters
3. ↑  Hamlet
4. ↑  Liramlarim
5. ↑  Song about Love and Beauty
6. ↑  The Forty Days of Musa Dagh
7. ↑  Pygmalion
8. ↑  Pan
9. ↑  Towards the Light
10. ↑  The Little Prince
11. ↑  Christ Speaks
12. ↑  from Christ’s Life